# Hạ viện (Brasil)
Hạ viện (tiếng Bồ Đào Nha: Câmara dos Deputados) là cơ quan lập pháp liên bang và hạ viện của Quốc hội Brasil. Viện bao gồm 513 đại biểu, những người được bầu theo tỷ lệ đại diện để phục vụ nhiệm kỳ bốn năm. Chủ tịch hiện tại của hạ viện là Arthur Lira (PP-AL), người được bầu vào ngày 1 tháng 2 năm 2021.